# Ігнатчук Костянтин Анатолійович
Костянти́н Анатóлійович Ігнатчу́к (нар. 7 квітня 1975, Житомир) — український сценарист, продюсер, журналіст

## Освіта
Закінчив середню загальноосвітню школу № 25 міста Житомира в 1992 році.
Закінчив у 1998 році Житомирське училище культури і мистецтв ім. І. Огієнка за спеціальністю «режисер театралізованих заходів».
У 2000 році пройшов «Школу лідерів» у Львові.
Закінчив курс навчання для лідерів громадських організацій за програмою «Громадські зв'язки» у Колумбусі (Огайо, США) в 2001 році. Того ж року закінчив міжнародні курси журналістики в Любліні (Польща).
2003 року закінчив «Школу журналістики» при «Інтерн'юз-Україна».
У 2005 році закінчив Житомирський державний університет імені Івана Франка за спеціальністю «Українська філологія та зарубіжна література».

## Діяльність
З серпня 1997 року працював старшим редактором FM-радіостанції «Житомирська хвиля» Житомирської обласної держтелерадіокомпанії.
В 1998 році заснував і очолив громадську організацію "Молодіжне мистецьке об'єднання «Колесо».
В 2000 році став музичним редактором житомирської радіостанції «Крок радіо».
У 2001 році створив незалежну студію радіопрограм «Колесо». Протягом року програми студії виходили в ефір в Житомирі на частотах «Радіо Люкс».
З лютого 2002 року працював продюсером програм на «Громадському Радіо», яке очолював відомий журналіст Олександр Кривенко.
В 2003 році перейшов на телекомпанію «Експрес-Інформ», яка стала основою інформаційної служби нового телеканалу «5 канал». А з 2005 року працював редактором новин «5 каналу».
У 2006 році став працювати керівником відділу Публіцистичних програм ТВО «Новини» Національної телекомпанії України.
Тоді ж в 2006 році став радником керівника консалтингової компанії «Злато скіфів», яка спеціалізується на антикризовому та антирейдерському консалтингу.
В 2008 році на запрошення Василя Вовкуна став радником Міністра культури і туризму України.
В 2008—2011 роках працював редактором новин у ТОВ «Національні інформаційні системи» (телекомпанія «Інтер»).
У квітні 2011 року став шеф-редактором на телеканалі «Україна» підсумкової інформаційно-аналітичної програми «События недели».
Того ж року став співзасновником та креативним продюсером продакшн-компанії «Selena Films», що спеціалізується на виготовленні теле- та кіноконтенту, а також реклами.
Під час революції Гідності став співзасновником та головним редактором онлайн телеканала UkrStream.tv.
З 2014 року працює шеф-редактором програми «Ранок у великому місті» на каналі ICTV.

## Фільмографія
Співавтор формату серіалу "Виходьте без дзвінка" (ТРК Україна), сценарист 1-4 сезонів, головний автор 2 сезону серіалу.
Ко-продюсер фільму «Зима у вогні» (номінація на Оскар-2016)
Сценарист документального фільму «Острів небайдужих» (ICTV, 2016)
Сценарист та редактор проекту «Чортівня щодня» («Selena Films» — ТК"ТЕТ", 2012—2013)
Сценарист та редактор проекту «Веселі мамзелі» («Selena Films» — ТК"ТЕТ", 2012)
Сценарист та редактор проекту «Чортиці в спідницях» («Selena Films» — ТК"ТЕТ", 2011—2012)
Керівник сценарної групи проекту «Теорія зради» («Selena Films» — ТК"ТЕТ", 2010—2011)
Автор сценарію художнього фільму «20» (2011)
Автор сценарію документального фільму «Стрибок» («Selena Films», 2010)
Сценарист та редактор документального циклу «Світова війна. Україна» («Перший національний», 2007)
Автор сценарію та продюсер документального фільму «Право на професію» («5 канал», 2005)

## Нагороди
- Small World. Big Ideas Award (2015, Selena Films — за найкращий проект розважального шоу);
- «Золоте перо» (2007, «Перший національний» — за програму «Далі буде» як найкращий історичний проект);

Лауреат музичних фестивалів: «Червона рута», «Срібна підкова», «Лір», «Перлини сезону», «Я і гітара», «Студентські струни», «Первоцвіт» та ін.